# 2013-as Formula–1 magyar nagydíj
A magyar nagydíj volt a 2013-as Formula–1 világbajnokság tizedik futama, amelyet 2013. július 26. és július 28. között rendeztek meg a magyarországi Hungaroringen, Mogyoródon. Ez volt a 28. F1-es futam Magyarországon.
TV-ben az M1 közvetítette.

## Háttér
A brit nagydíjon látott defektek után a Pirelli úgy döntött, hogy a tavalyi és az idei gumiszerkezet keverékét vetik be a futamtól, amit a pilóták 2013. július 17-július 19 között már teszteltek Silverstoneban. Idén újdonságnak számít a Hungaroringen hogy 2 DRS-zóna kerül kialakításra. Az első az eddigi megszokott helyén a célegyenesben lesz, míg a második az első kanyartól a másodikig fog tartani. Ikerzónákról van szó, azaz módosítás nem érinti a detekciós pontot, abból most is csak egy lesz, a célegyenes-ráfordító 13. kanyar bejáratánál.
A Pirelli ezen a hétvégén a lágy és a közepes keveréket veteti be a versenyzőkkel. Természetesen most is, mint minden hétvégén a slick gumik mellett megtalálható a Pirelli két átmeneti és extrém esőgumija a kínálatban.
Mark Webbert a német nagydíjon történt kerékelhagyásos balesete miatt tízhelyes rajtbüntetést kapott volna, de végül nem kapta meg a büntetést. Az elmaradt szankció előzménye, hogy a három héttel ezelőtt Webber autójának jobb hátsó kerekét nem jól rögzítették, majd amikor az ausztrál pilóta elindult a bokszól, az abroncs elszabadult, s eltalált egy operatőrt, akit súlyos sérülésekkel szállítottak kórházba. A baleset következtében az operatőröket kitiltották a bokszból, továbbá a bokszutcai sebességhatárt 100 km/h-ról 80 km/h-ra csökkentették. Webber balesetét ugyan elnézték, de a magyar nagydíjtól kezdve bármely kerékelhagyásos szituációt büntetni fognak.
A vasárnapi futam előtt két órával Bernie Ecclestone és Németh Lászlóné nemzeti fejlesztési miniszter aláírták a szerződést, melynek köszönhetően a futam 2021-es szezonig benne marad a versenynaptárban. A jövő évi nagydíjra a pályát le kell majd teljes hosszában újra kell aszfaltozni. Ecclestone hangsúlyozta azt is, hogy a Hungaroring nem forog veszélyben a Formula–1-be jövőre visszatérő osztrák nagydíj miatt. Sőt az egymáshoz közeli időpontban megrendezésre kerülő spielbergi és mogyoródi futamok között valamilyen együttműködés is lehet.

## Szabadedzések

### Első szabadedzés
A magyar nagydíj első szabadedzését július 26-án, pénteken délelőtt 10:00 után tartották. A levegő 29 °C volt míg az aszfalt 42 °C-os hőmérsékletű volt.
A délelőtti gyakorláson semmilyen jelentős incidens nem történt, a Toro Rossó-s Jean-Éric Vergne 4. kanyarban történt bukóteres kiszaladása volt a legkomolyabb eset. A legjobb időt Sebastian Vettel futotta 1:22,723-as idejű körrel. A második legjobb csapattársa Webber lett 1:22,982-es idővel. A két Lotusnak fekvő Hungaroringen Kimi Räikkönen 1:23,010-es időt autózott ami a harmadik helyre volt elég míg Grosjean csak az 5. lett 1:23,111-es idővel. A két Lotus közé a 4. helyre Alonso fúrta be magát. A silverstone-i gumi- és ifjonctesztről eltiltott két Mercedes közepes teljesítményt nyújtott. Rosberg a 8., Hamilton pedig a 13. helyet szerezte meg. A korábbi gumiváltást elbuktató Force Indiánál Adrian Sutil volt a legjobb, aki 1:23,390-es idővel a hetedik helyen végzett.
A Marussia ülésébe Max Chilton helyére a venezuelai Rodolfo Gonzalez ült.
| helyezés | versenyző           | csapat/motor         | elért idő | különbség | futott kör |
| -------- | ------------------- | -------------------- | --------- | --------- | ---------- |
| 1        | Sebastian Vettel    | Red Bull-Renault     | 1:22,723  | -         | 19         |
| 2        | Mark Webber         | Red Bull-Renault     | 1:22,982  | +0,259    | 24         |
| 3        | Kimi Räikkönen      | Lotus-Renault        | 1:23,010  | +0,287    | 22         |
| 4        | Fernando Alonso     | Ferrari              | 1:23,099  | +0,376    | 20         |
| 5        | Romain Grosjean     | Lotus-Renault        | 1:23,111  | +0,388    | 26         |
| 6        | Jenson Button       | McLaren-Mercedes     | 1:23,370  | +0,647    | 18         |
| 7        | Adrian Sutil        | Force India-Mercedes | 1:23,390  | +0,667    | 20         |
| 8        | Nico Rosberg        | Mercedes             | 1:23,531  | +0,808    | 28         |
| 9        | Sergio Pérez        | McLaren-Mercedes     | 1:23,591  | +0,868    | 26         |
| 10       | Pastor Maldonado    | Williams-Renault     | 1:23,911  | +1,188    | 21         |
| 11       | Esteban Gutiérrez   | Sauber-Ferrari       | 1:24,119  | +1.396    | 21         |
| 12       | Valtteri Bottas     | Williams-Renault     | 1:24,150  | +1.427    | 27         |
| 13       | Lewis Hamilton      | Mercedes             | 1:24,157  | +1.434    | 28         |
| 14       | Jean-Éric Vergne    | Toro Rosso-Ferrari   | 1:24,204  | +1.481    | 15         |
| 15       | Felipe Massa        | Ferrari              | 1:24,299  | +1.576    | 19         |
| 16       | Nico Hülkenberg     | Sauber-Ferrari       | 1:24,314  | +1.591    | 23         |
| 17       | Daniel Ricciardo    | Toro Rosso-Ferrari   | 1:24,383  | +1.660    | 24         |
| 18       | Paul di Resta       | Force India-Mercedes | 1:24,608  | +1.885    | 21         |
| 19       | Charles Pic         | Caterham-Renault     | 1:25,827  | +3.104    | 24         |
| 20       | Giedo van der Garde | Caterham-Renault     | 1:26,806  | +4.085    | 25         |
| 21       | Jules Bianchi       | Marussia-Cosworth    | 1:27,617  | +4.894    | 20         |
| 22       | Rodolfo González    | Marussia-Cosworth    | 1:28,927  | +6.204    | 25         |

### Második szabadedzés
A magyar nagydíj második szabadedzését július 26-án, pénteken délután 14:00 után tartották. A levegő hőmérséklete elérte a 30 °C-ot így elég meleg volt az utolsó pénteki edzésen. Akárcsak az első szabadedzés, most is nagyobb eseményektől mentesen zajlott le a körözgetés. Délelőtthöz hasonlóan az első két helyet ugyanúgy a Red Bull szerezte meg Vettel, Webber sorrendben. A harmadik Romain Grosjean lett, csapattársa, Räikkönen ideje csak a nyolcadik helyre volt elég. Negyedik helyen, akárcsak délelőtt Alonso végzett. Az ötödik Massa lett a hatodik-hetedik helyen a két Mercedes végzett. Az első tízbe befért még a kétszeres hungaroringi győztes Jenson Button és Adrian Sutil is, aki ezen a hétvégén futotta 100. nagydíját.
| helyezés | versenyző           | csapat/motor         | elért idő | különbség | futott kör |
| -------- | ------------------- | -------------------- | --------- | --------- | ---------- |
| 1        | Sebastian Vettel    | Red Bull-Renault     | 1:21,264  | -         | 34         |
| 2        | Mark Webber         | Red Bull-Renault     | 1:21,308  | +0,044    | 42         |
| 3        | Romain Grosjean     | Lotus-Renault        | 1:21,417  | +0,153    | 40         |
| 4        | Fernando Alonso     | Ferrari              | 1:21,426  | +0,162    | 34         |
| 5        | Felipe Massa        | Ferrari              | 1:21,544  | +0,280    | 37         |
| 6        | Lewis Hamilton      | Mercedes             | 1:21,802  | +0,538    | 42         |
| 7        | Nico Rosberg        | Mercedes             | 1:21,991  | +0,727    | 40         |
| 8        | Kimi Räikkönen      | Lotus-Renault        | 1:22,011  | +0,747    | 32         |
| 9        | Jenson Button       | McLaren-Mercedes     | 1:22,180  | +0,916    | 41         |
| 10       | Adrian Sutil        | Force India-Mercedes | 1:22,304  | +1,040    | 41         |
| 11       | Paul di Resta       | Force India-Mercedes | 1:22,526  | +1.262    | 39         |
| 12       | Sergio Pérez        | McLaren-Mercedes     | 1:22,529  | +1.265    | 37         |
| 13       | Pastor Maldonado    | Williams-Renault     | 1:22,781  | +1.517    | 36         |
| 14       | Esteban Gutiérrez   | Sauber-Ferrari       | 1:22,837  | +1.573    | 42         |
| 15       | Nico Hülkenberg     | Sauber-Ferrari       | 1:22,841  | +1.577    | 39         |
| 16       | Jean-Éric Vergne    | Toro Rosso-Ferrari   | 1:23,369  | +2.105    | 34         |
| 17       | Daniel Ricciardo    | Toro Rosso-Ferrari   | 1:23,411  | +2.147    | 41         |
| 18       | Valtteri Bottas     | Williams-Renault     | 1:23,646  | +2.382    | 34         |
| 19       | Charles Pic         | Caterham-Renault     | 1:24,325  | +3.061    | 38         |
| 20       | Giedo van der Garde | Caterham-Renault     | 1:25,065  | +3.801    | 36         |
| 21       | Jules Bianchi       | Marussia-Cosworth    | 1:25,143  | +3.879    | 39         |
| 22       | Max Chilton         | Marussia-Cosworth    | 1:26,647  | +5.383    | 33         |

### Harmadik szabadedzés
A magyar nagydíj harmadik szabadedzését július 27-én, szombaton délelőtt 11:00 után tartották. A legjobb Romain Grosjean volt a Lotusszal 1:20,730-as idővel. Mögötte Fernando Alonso végzett, a harmadik Sergio Pérez lett, aki az edzés utolsó perceiben a 11-es kanyarban a gumifalba csúszott. Ezen a baleseten kívül egyéb esemény nem történt. A McLarenek jól mentek az edzésen hiszen Pérez 3. helye mellett Button a 9. helyet szerezte meg. Sebastian Vettel a negyedik lett, az ötödik helyen Massa, a hatodikon Hamilton, a hetediken Webber, a nyolcadikon pedig Nico Rosberg végzett. A legjobb tízbe még Adrian Sutil jutott be.
Esteban Gutiérrez nem futott mért kört, motorhiba miatt kiállt az edzés elején. Furcsaságot okozott még Max Chilton szituációja. Először valamilyen hibajelenségre gyanakodtak, de aztán kiderült, hogy Chilton a KERS helyett a bokszutcai sebességkorlátozó gombot nyomta meg, és emiatt lassult le.
| helyezés | versenyző           | csapat/motor         | elért idő  | különbség | futott kör |
| -------- | ------------------- | -------------------- | ---------- | --------- | ---------- |
| 1        | Romain Grosjean     | Lotus-Renault        | 1:20,730   | -         | 20         |
| 2        | Fernando Alonso     | Ferrari              | 1:20,898   | +0,168    | 13         |
| 3        | Sergio Pérez        | McLaren-Mercedes     | 1:21,052   | +0,322    | 10         |
| 4        | Sebastian Vettel    | Red Bull-Renault     | 1:21,125   | +0,395    | 27         |
| 5        | Felipe Massa        | Ferrari              | 1:21,151   | +0,421    | 14         |
| 6        | Lewis Hamilton      | Mercedes             | 1:21,158   | +0,428    | 19         |
| 7        | Mark Webber         | Red Bull-Renault     | 1:21,254   | +0,524    | 17         |
| 8        | Nico Rosberg        | Mercedes             | 1:21,356   | +0,626    | 23         |
| 9        | Jenson Button       | McLaren-Mercedes     | 1:21,499   | +0,769    | 15         |
| 10       | Adrian Sutil        | Force India-Mercedes | 1:21,519   | +0,789    | 20         |
| 11       | Kimi Räikkönen      | Lotus-Renault        | 1:21,589   | +0.859    | 17         |
| 12       | Pastor Maldonado    | Williams-Renault     | 1:21,646   | +0.916    | 19         |
| 13       | Paul di Resta       | Force India-Mercedes | 1:21,963   | +1.233    | 21         |
| 14       | Nico Hülkenberg     | Sauber-Ferrari       | 1:21,964   | +1.234    | 21         |
| 15       | Daniel Ricciardo    | Toro Rosso-Ferrari   | 1:22,180   | +1.450    | 18         |
| 16       | Jean-Éric Vergne    | Toro Rosso-Ferrari   | 1:22,423   | +1.693    | 19         |
| 17       | Valtteri Bottas     | Williams-Renault     | 1:23,028   | +2.298    | 16         |
| 18       | Giedo van der Garde | Caterham-Renault     | 1:23,975   | +3.245    | 21         |
| 19       | Charles Pic         | Caterham-Renault     | 1:23,987   | +3.257    | 19         |
| 20       | Jules Bianchi       | Marussia-Cosworth    | 1:24,298   | +3.568    | 20         |
| 21       | Max Chilton         | Marussia-Cosworth    | 1:25,122   | +4.392    | 20         |
| 22       | Esteban Gutiérrez   | Sauber-Ferrari       | idő nélkül | -         | 2          |

## Időmérő edzés
A magyar nagydíj időmérő edzését július 27-én, szombaton futották helyi idő szerint 14:00 és 15:00 között. Felhős, de száraz idő volt. A levegő 33 °C volt, míg az aszfalt hőmérséklete 48 °C és 50 °C között mozgott.
Első szakasz
Az időmérő első szakaszát Esteban Gutiérrez nyitotta meg ugyanis a harmadik szabadedzésen motorhiba miatt nem tudott részt venni. A hőség ellenére a Force Indiának gumimelegítési gondjai voltak, a nagyokkal ellentétben ezúttal ők is korán kezdték a mért körök futását. Bottas a Q1 elején futotta a legjobb kört. Azonban nem sokáig maradt az élen hiszen később Alonso majd utána Grosjean állt az élre. Grosjean sokáig vezetett de a két Mercedes borította a papírformát és megszerezték az első két helyet Hamilton–Rosberg sorrendben.
A Q1-ből Paul di Resta, Gutiérrez, valamint a két Caterham és a két Marussia búcsúzott.
Második szakasz
A Q2 elején a két Mercedes és Grosjean diktálták a tempót 1:20 körüli időkkel, de Vettel gyorsabb volt náluk. A Red Bull német pilótája 1:19-es időt futott. Webbernek fokozatos panaszai voltak, mely szerint elektronikai problémái voltak és a KERS-e sem működött rendesen. Ettől függetlenül továbbjutott a Q3-ba. A második szakaszban búcsúzott a két Williams, Jenson Button, Jean-Éric Vergne, Nico Hülkenberg és Adrian Sutil is.
Harmadik szakasz
A legjobb tízbe a Mercedes, a Lotus, a Ferrari és a Red Bull autói, valamint Pérez és Daniel Ricciardo jutott. Webber nem futott mért kört a műszaki hibája miatt. Akárcsak a Q2-ben most is a Mercedes és a Lotus volt akik 1:20 körüli időket futottak. Vettel újra 1:19-es időt futott. A pole-t azonban nem Vettel hanem Lewis Hamilton szerezte meg 1:19,388-as idővel. A második rajtkockából Vettel rajtolhat aki 38 ezredet kapott Hamiltontól. A harmadik Grosjean lett 1:19,595-ös idővel.
| helyezés              | rajtszám | versenyző           | csapat/motor         | 1. rész  | 2. rész  | 3. rész    | rajthely |
| --------------------- | -------- | ------------------- | -------------------- | -------- | -------- | ---------- | -------- |
| 1                     | 10       | Lewis Hamilton      | Mercedes             | 1:20,363 | 1:19,862 | 1:19,388   | 1        |
| 2                     | 1        | Sebastian Vettel    | Red Bull-Renault     | 1:20,646 | 1:19,992 | 1:19,426   | 2        |
| 3                     | 8        | Romain Grosjean     | Lotus-Renault        | 1:20,447 | 1:20,101 | 1:19,595   | 3        |
| 4                     | 9        | Nico Rosberg        | Mercedes             | 1:20,350 | 1:19,778 | 1:19,720   | 4        |
| 5                     | 3        | Fernando Alonso     | Ferrari              | 1:20,652 | 1:20,183 | 1:19,791   | 5        |
| 6                     | 7        | Kimi Räikkönen      | Lotus-Renault        | 1:20,867 | 1:20,243 | 1:19,851   | 6        |
| 7                     | 4        | Felipe Massa        | Ferrari              | 1:21,004 | 1:20,460 | 1:19,929   | 7        |
| 8                     | 19       | Daniel Ricciardo    | Toro Rosso-Ferrari   | 1:21,181 | 1:20,527 | 1:20,641   | 8        |
| 9                     | 6        | Sergio Pérez        | McLaren-Mercedes     | 1:21,612 | 1:20,545 | 1:22,398   | 9        |
| 10                    | 2        | Mark Webber         | Red Bull-Renault     | 1:21,264 | 1:20,503 | idő nélkül | 10       |
| 11                    | 15       | Adrian Sutil        | Force India-Mercedes | 1:21,471 | 1:20,569 |            | 11       |
| 12                    | 11       | Nico Hülkenberg     | Sauber-Ferrari       | 1:21,028 | 1:20,580 |            | 12       |
| 13                    | 5        | Jenson Button       | McLaren-Mercedes     | 1:21,131 | 1:20,777 |            | 13       |
| 14                    | 18       | Jean-Éric Vergne    | Toro Rosso-Ferrari   | 1:21,345 | 1:21,029 |            | 14       |
| 15                    | 16       | Pastor Maldonado    | Williams-Renault     | 1:20,816 | 1:21,133 |            | 15       |
| 16                    | 17       | Valtteri Bottas     | Williams-Renault     | 1:21,135 | 1:21,219 |            | 16       |
| 17                    | 12       | Esteban Gutiérrez   | Sauber-Ferrari       | 1:21,724 |          |            | 17       |
| 18                    | 14       | Paul di Resta       | Force India-Mercedes | 1:22,043 |          |            | 18       |
| 19                    | 20       | Charles Pic         | Caterham-Renault     | 1:23,007 |          |            | 19       |
| 20                    | 21       | Giedo van der Garde | Caterham-Renault     | 1:23,333 |          |            | 20       |
| 21                    | 22       | Jules Bianchi       | Marussia-Cosworth    | 1:23,787 |          |            | 21       |
| 22                    | 23       | Max Chilton         | Marussia-Cosworth    | 1:23,997 |          |            | 22       |
| 107%-os idő: 1:25,974 |          |                     |                      |          |          |            |          |

## Futam
A magyar nagydíj futama július 28-án, vasárnap rajtolt helyi idő szerint 14:00 órakor. A levegő 36 °C-os volt, így hatalmas hőségben kezdődött le a Hungaroringi futam. Az aszfalt hőmérséklete is magas volt, megközelítette az 51 °C-ot. A hőség az autók határait feszegette, jó néhányat a szokásosnál később toltak ki a rajtrácsra, hogy ezzel is csökkentsék a túlmelegedést. A pole-ból Lewis Hamilton rajtolhatott. A köröket az első tízben Webber és Pérez kivételével mindenki a lágy gumin kezdte amik kb. a 10.-13. körig bírták a tempót.
A start után Hamilton viszonylag simán elment, hátrébb viszont Grosjean keményen próbálta megelőzni Vettelt, végül azonban az eredeti sorrendben fordultak el az első kanyarban. Alonso lépett előrébb, a 4. helyre a harmadik kanyar után. 
Massa, Räikkönen és a visszaeső Rosberg kakaskodott a hátsó részen, Rosberg összeért a Ferrarival, kiszaladt a pályáról, a mezőny sűrűjébe ért vissza. A kerékcserék a 9. körben kezdődtek amit Lewis Hamilton és a 13. körben a két Lotus zárt. 
A lágyon rajtolók kerékcseréi után Webber vezetett, mögötte Hamilton, Button, Vettel, Grosjean, Alonso, Perez, Sutil, Massa, és Räikkönen állt a pontszerző helyeken. Webber a 24. körig bírta a kopott gumikkal, az addig vezető pilóta a 6. helyre nem sokkal a Button-Vettel-Grosjean "vonat" mögé tért vissza. Közben Vettel végül a nem épp tipikus előzési ponton, a 4-es kanyarban belső íven ment el Jenson Button mellett, akit aztán Grosjean is megelőzött egy kisebb koccanással. Ezért az incidensért egyébként Grosjean bokszutca-áthajtásos büntetést kapott. Később Grosjean és Button is kiment a boxba. Grosjean-nak módosítottak a stratégiáján, ezért ment ki kereket cserélni.
A 28. körben Esteban Gutiérrez is feladni kényszerült a magyarországi futamot. A mexikói pilóta váltóhiba miatt volt kénytelen abbahagyni a versenyt.
Az éllovas Hamilton ezt egy körrel korábban tette meg, a 4. helyre ért vissza, gyorsan utána is ment a sokkal régebbi gumikon haladó Webbernek és Alonsónak. Webbert a 3. kanyarban utasította maga mögé, Alonso pedig a boxba hajtott kereket cserélni. Adrian Sutil a 20. körben kiszállt hidraulikahiba miatt. A 30. körben Hamilton zavartalanul vezetett, mögötte Vettel, Alonso, Webber, Räikkönen, Grosjean,  Massa, Button, Hülkenberg és Perez volt a pontszerző helyeken. Vettel a 37. körben elment Button mellett, Grosjean pedig teljesítette a rá kiszabott bokszutca-áthajtásos büntetést.
Ezek után Grosjean a 6., Button pedig a 7. helyen haladt, míg Sergio Perez kerékcseréje miatt a williamses Pastor Maldonado lépett fel a 10. helyre. A 45. körben Valtteri Bottas  a célegyenes-ráfordító kijáratánál adta meg magát. De a hidraulika miatt magát megadó Williams-et gyorsan letolták a pályáról. A "munka" idejére a célegyenes ráfordító kanyar után sárga zászló volt érvényben így pár körig nem lehetett használni a DRS-t egyik zónában sem. Grosjean a 48., Alonso, Massa, Rosberg a 49., Hamilton pedig az 50. körben kiment a harmadik kerékcseréjére. A sorrend ekkor Vettel, Hamilton, Webber, Räikkönen, Alonso, Grosjean, Button, Massa, Rosberg és Perez volt a pontszerző helyeken. Räikkönen és Button kétkiállásos stratégiát próbált végigvinni.
A 66. körben Nico Rosberg autójának motorja nem bírta a hőséget. A füst mellett lángok csaptak föl a Mercedesből. Rosberg a 2. kanyarban húzódott ki a bukóteren kívülre. Pastor Maldonado így feljött a 10. helyre, amit tartani is tudott a futam leintéséig. Vettel a 68. körben megpróbálkozott Räikkönen megelőzésével a 4. kanyar előtt, de nem fért be, a külső íven ki is szaladt a bukótérbe. Az utolsó két körben már nem is tudott újra támadni. A leintést követően Räikkönenek meg kellett állni mivel nem volt elég üzemanyag az autójában.
A futamot Hamilton nyerte meg. A dobogóra Kimi Räikkönen és Sebastian Vettel állhatott fel. A 4. helyet Webber, az 5. helyet Alonso szerezte meg. Romain Grosjean futam eleji remekelése után csak a 6. helyen tudott végezni. A 7. Helyet Button, a 8. pozíciót Felipe Massa, a 9. helyet pedig Pérez szerezte meg. Pastor Maldonadónak sikerült a 10. helyen végeznie így a 2013-as szezon első pontját szerezte meg mind az egyéni mind pedig a konstruktőri bajnokságban.
| helyezés | rajtszám | versenyző           | csapat/motor         | futott kör | idő/kiesés oka | rajthely | pont |
| -------- | -------- | ------------------- | -------------------- | ---------- | -------------- | -------- | ---- |
| 1        | 10       | Lewis Hamilton      | Mercedes             | 70         | 1:42:29,445    | 1        | 25   |
| 2        | 7        | Kimi Räikkönen      | Lotus-Renault        | 70         | +10,938        | 6        | 18   |
| 3        | 1        | Sebastian Vettel    | Red Bull-Renault     | 70         | +12,449        | 2        | 15   |
| 4        | 2        | Mark Webber         | Red Bull-Renault     | 70         | +18,044        | 10       | 12   |
| 5        | 3        | Fernando Alonso     | Ferrari              | 70         | +31,411        | 5        | 10   |
| 6        | 8        | Romain Grosjean*    | Lotus-Renault        | 70         | +52,295        | 3        | 8    |
| 7        | 5        | Jenson Button       | McLaren-Mercedes     | 70         | +53,819        | 13       | 6    |
| 8        | 4        | Felipe Massa        | Ferrari              | 70         | +56,447        | 7        | 4    |
| 9        | 6        | Sergio Pérez        | McLaren-Mercedes     | 69         | +1 kör         | 9        | 2    |
| 10       | 16       | Pastor Maldonado    | Williams-Renault     | 69         | +1 kör         | 15       | 1    |
| 11       | 11       | Nico Hülkenberg     | Sauber-Ferrari       | 69         | +1 kör         | 12       |      |
| 12       | 19       | Jean-Éric Vergne    | Toro Rosso-Ferrari   | 69         | +1 kör         | 14       |      |
| 13       | 18       | Daniel Ricciardo    | Toro Rosso-Ferrari   | 69         | +1 kör         | 8        |      |
| 14       | 21       | Giedo van der Garde | Caterham-Renault     | 68         | +2 kör         | 20       |      |
| 15       | 20       | Charles Pic         | Caterham-Renault     | 68         | +2 kör         | 19       |      |
| 16       | 22       | Jules Bianchi       | Marussia-Cosworth    | 67         | +3 kör         | 21       |      |
| 17       | 23       | Max Chilton         | Marussia-Cosworth    | 67         | +3 kör         | 22       |      |
| 18       | 14       | Paul di Resta       | Force India-Mercedes | 66         | hidraulika     | 18       |      |
| 19       | 9        | Nico Rosberg        | Mercedes             | 64         | motorhiba      | 4        |      |
| ki       | 17       | Valtteri Bottas     | Williams-Renault     | 42         | hidraulika     | 16       |      |
| ki       | 12       | Esteban Gutiérrez   | Sauber-Ferrari       | 28         | váltóhiba      | 17       |      |
| ki       | 15       | Adrian Sutil        | Force India-Mercedes | 19         | hidraulika     | 11       |      |

- Romain Grosjean 20 másodperces időbüntetést kapott a Buttonnal való ütközés miatt.

## A futam után
Hamilton ezzel a győzelmével beállította Michael Schumacher hungaroringi rekordját, aki négyszer tudott győzni Mogyoródon. Hamilton azt nyilatkozta, hogy jó volt látni, hogy ennyien drukkolnak nekik. Elmondása szerint örült hogy újra tudott győzni a Hungaroringen és hogy beállította Schumacher rekordját. Megjegyezte még hogy ebben fontos volt Button és Webber megelőzése, továbbá mindent megtett a siker érdekében.
Kimi Räikkönen is pozitívan nyilatkozott, bár elmondta hogy szombaton nem volt jó formában. Azzal hogy megspórolt egy kiállást hatalmas előnyre tett szert. A legutolsó két körben már elég nagyot zuhant a gumik teljesítménye, de maga mögött tudta tartani a címvédőt és fel tudott állni a dobogó második fokára. Sebastian Vettel csalódottan adott interjút az újságíróknak, hiszen győzni szeretett volna Magyarországon, hiszen ez az egyik futam az amerikai mellett amelyiken nem tudott a dobogó legtetejére állni.
Vettel bevallása szerint a lágy gumival akart volna többet menni de ez sajnos nem sikerült. Elmondta még hogy az első szárnysérülése miatt nem volt megfelelő a tempója sem.
Fernando Alonso nem volt elégedett a futamon nyújtott teljesítményével. Ráadásul a csapatát 15 ezer eurós pénzbüntetéssel sújtották, mivel háromszor jogtalanul használta a DRS-ét. Végül kiderült hogy az eszközt nem állították a versenyre, emiatt Alonso akkor használhatta a két DRS zónában amikor akarta. A sportfelügyelők úgy döntöttek, hogy mivel Alonsónak egy teljes másodpercnyi előnye sem származott a kihágásból, nem szabtak ki rá büntetést. Alonso tíz évvel ezelőtt itt nyerte első futamát de most csak az ötödik helyet szerezte meg. A spanyol pilóta továbbá kritizálta Romain Grosjean két szituációját amely során bokszutca-áthajtásos büntetést kapott miután Button-nal ütközött. Alonso szerint Grosjean megérdemelte a büntetést.
A Lotus csapatfőnöke, Éric Boullier szerint túlzás volt Grosjean büntetése.
Mark Webber a negyedik helyre hozta be a Red Bull-t. Nyilatkozatából kiderül, hogy ő sem volt megelégedve a hétvégi teljesítménnyel, ráadásul többet szeretett volna a futamon a negyedik helynél.
A futam során a csapatok többségétől nem volt panasz a Pirelli módosított szerkezetű gumijára. A futamon defektek sem történtek.
Ezen a hétvégén egyébként a nézői rekord is megdőlt. A nagy hőség ellenére 247 ezer ember ment ki megnézni a magyar futamot. Vasárnap 99 ezer fő gyűlt össze a nézőtereken és az állóhelyeken egyaránt. 
A hétvégén 116 ember kellett ellátni a mentőknek különböző esetek miatt. Egy néző elesett, megsérült a térde míg egy másik nézőt szívinfarktus gyanújával kellett kórházba szállítani.

## A világbajnokság állása a verseny után
| H   | Versenyzők       | Pont | H   | Konstruktőrök        | Pont |
| --- | ---------------- | ---- | --- | -------------------- | ---- |
| 1.  | Sebastian Vettel | 172  | 1.  | Red Bull-Renault     | 277  |
| 2.  | Kimi Räikkönen   | 134  | 2.  | Mercedes             | 208  |
| 3.  | Fernando Alonso  | 133  | 3.  | Ferrari              | 194  |
| 4.  | Lewis Hamilton   | 124  | 4.  | Lotus-Renault        | 183  |
| 5.  | Mark Webber      | 105  | 5.  | Force India-Mercedes | 59   |
| 6.  | Nico Rosberg     | 84   | 6.  | McLaren-Mercedes     | 57   |
| 7.  | Felipe Massa     | 61   | 7.  | Toro Rosso-Ferrari   | 24   |
| 8.  | Romain Grosjean  | 49   | 8.  | Sauber-Ferrari       | 7    |
| 9.  | Jenson Button    | 39   | 9.  | Williams-Renault     | 1    |
| 10. | Paul di Resta    | 36   | 10. | Marussia-Cosworth    | 0    |

(A teljes táblázat)

## Statisztikák
- Vezető helyen:
  - Lewis Hamilton : 48 kör (1-8 / 23-31 / 35-50 / 56-70)
  - Sebastian Vettel : 10 kör (9-10 / 32-34 / 51-55)
  - Romain Grosjean : 3 kör (11-13)
  - Mark Webber : 9 kör (14-22)
- Lewis Hamilton 30. pole-pozíciója.
- Lewis Hamilton 22. győzelme.
- A Mercedes 13. győzelme.
- Mark Webber 17. leggyorsabb köre.
- Adrian Sutil 100. nagydíja.
- Lewis Hamilton 53., Kimi Räikkönen 75., Sebastian Vettel 53. dobogós helyezése.